# Peter F. Heering
 For alternative betydninger, se Peter Heering.
Peter Frederik Suhm Heering (19. oktober 1792 i Roskilde – 6. december 1875 i København) var en dansk købmand og likørproducent, som i 1818 grundlagde likørfirmaet Heering.
Peter F. Heering blev født i Roskilde, hvor faderen, Otto Carl Heering, var konsumtionsforvalter. Moderen, Christiane Petrine Beate Margrethe f. Wineken, der alt 1795 blev enke, kunne på grund af tidens vanskelige økonomiske forhold ikke holde sønnen i Roskilde Skole. Han blev taget ud, og 1. januar 1807 kom han i urtekræmmerlære i København. Efter 7 års forløb blev han svend, og 1818 åbnede han her ved et par venners hjælp en beskeden urtekrambutik. Det følgende år begyndte han i meget lille målestok at fabrikere kirsebærlikør efter en opskrift som han havde fået af sin læremester Johan Carstensens enke. Denne fabrikation blev for en væsentlig del hans fremtid. Lidt efter lidt blev hans likør (Cherry brandy, Cherry cordial) kendt over hele verden, Bestillinger strømmede ind, og for stadig at have tilstrækkelig plads til udvidelse købte han i 1838 ejendommen nr. 11 i Overgaden neden Vandet på Christianshavn, hvorhen han flyttede i 1839. Sit borgerskab som interessent i Urtekræmmerlavet ombyttede han 1841 med et "groshandler"-borgerskab, thi foruden at være Cherry-cordial-fabrikant havde han 1833 påbegyndt en rederiforretning med en i Svaneke på Bornholm bygget skonnert. Og også denne virksomhed voksede. Indtil 1858 lod han i Svaneke bygge ikke færre end 10 skibe, som han beskæftigede bl.a. i fragtfart på Mellem- og Sydamerika, Middelhavet osv., et par af dem drev i nogle år havkalfiskeri under Island. Den opkommende dampskibsdrift gjorde imidlertid skår i denne forretning, skibene bortsolgtes derfor efterhånden, og ved sin død, 6. december 1875, havde han kun 2 brigger tilbage, men likørfabrikationen trivedes, og den blev fortsat af hans søn, grosserer Peter Nicolai Heering (f. 16. december 1838). Han er begravet på Holmens Kirkegård.
19. januar 1831 havde han ægtet Karen Nicoline Mørch (19. februar 1805 – 2. februar 1872), datter af havnefoged, fhv. skibsfører Niels Mørch i Helsingør og Karen f. Ferslew.